# Vịnh Napoli

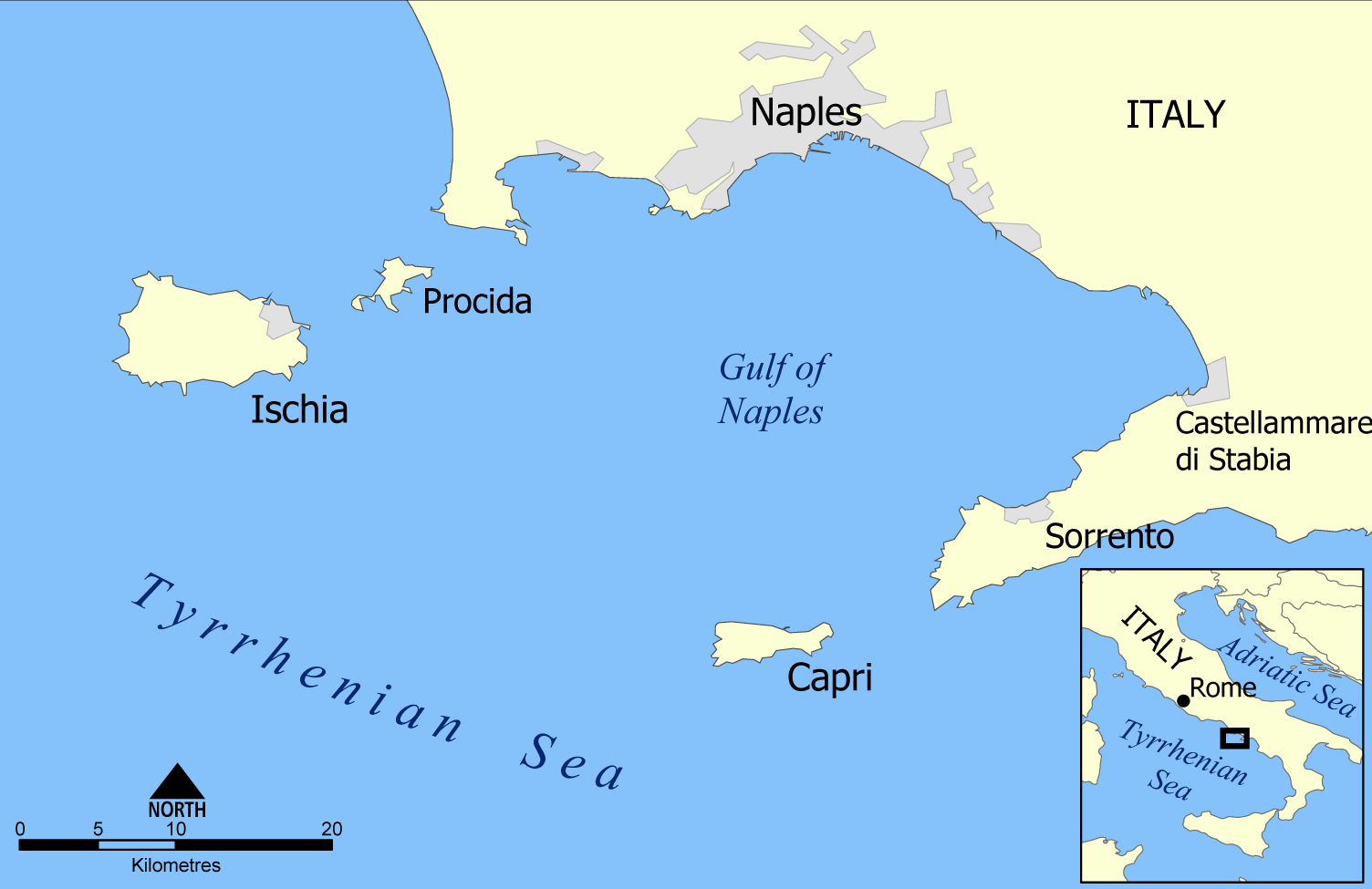
Vịnh Napoli

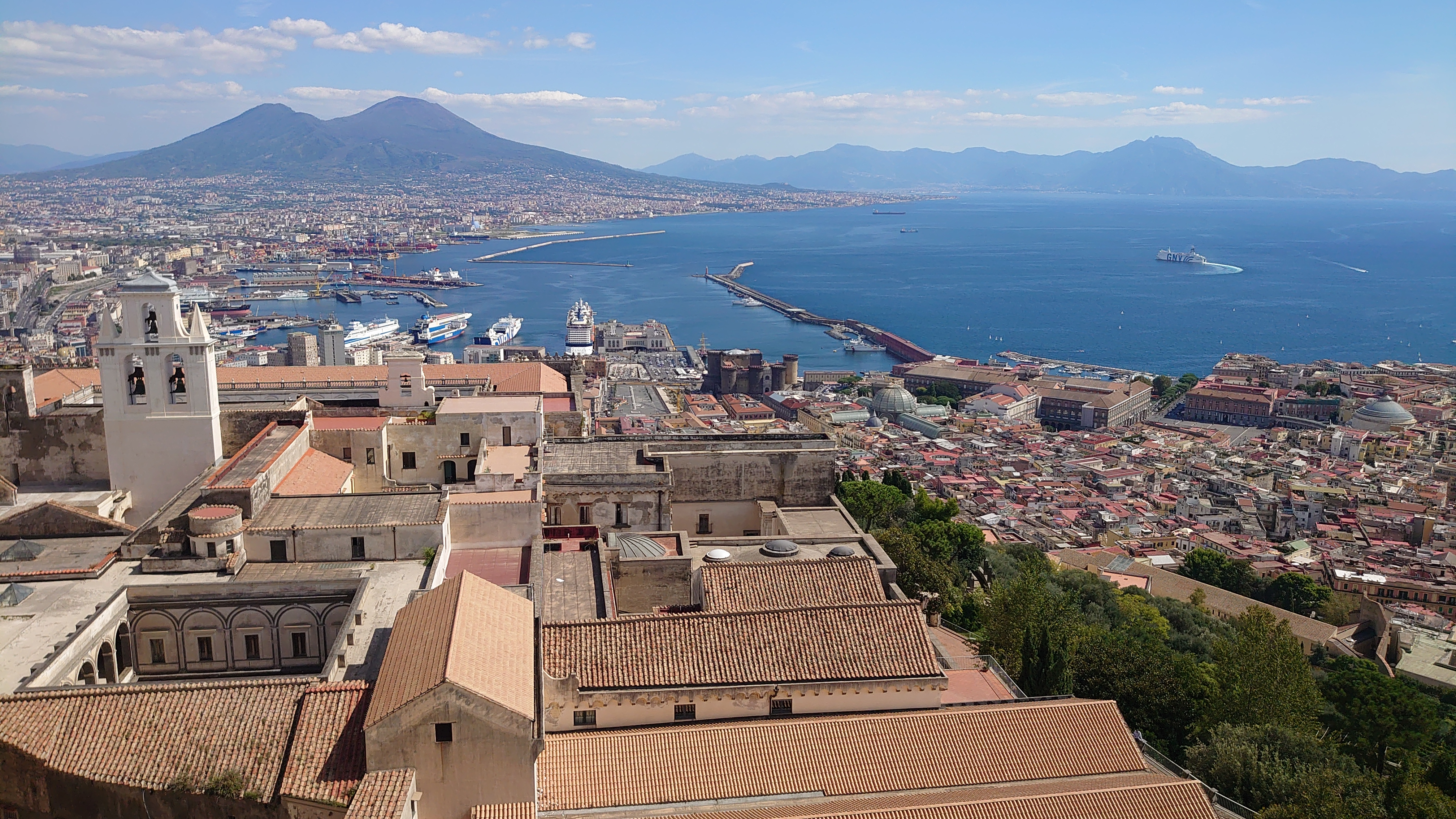
Vịnh Napoli với núi Vesuvius ở phía đông

Vịnh Napoli là một vịnh nằm ở ngoài bờ tây nam của tỉnh Napoli, vùng Campania, Ý. Vịnh này trải dài về phía tây tới Địa Trung Hải. Về phía bắc, vịnh Napoli giáp ranh với các thành phố Napoli và Pozzuoli, về phía đông giáp với núi Vesuvius, và về phía nam giáp với bán đảo Sorrentine cùng thành phố Sorrento. Bán đảo này ngăn cách vịnh Napoli với vịnh Salerno.
Các đảo Capri, Ischia và Procida nằm trong vịnh này. Khu vực này là điểm đến quan trọng của Ý đối với các du khách, vì gần đó có các phế tích của các thành phố cổ Pompeii và Herculaneum từ thời La Mã cổ đại, bị núi lửa Vesuvius phá hủy năm 79.